# Římskokatolická farnost Hlinsko
Římskokatolická farnost Hlinsko je územní společenství římských katolíků s farním kostelem svatého Bartoloměje v děkanátu Hranice.

## Historie farnosti
První písemná zmínka o obci pochází z roku 1304 a týká se farního patronátu. V době předbělohorské byla farnost luterská; působil v ní mimo jiné farář a spisovatel Daniel Johannides Skočovský. Roku 1622 byla převzata katolíky a afilovala s farností lipnickou.

## Duchovní správci
Současným administrátorem excurrendo je od července 2014 R. D. Mgr. Stanislav Suchánek.

## Bohoslužby
| Kostel              | Místo   | Bohoslužba (den) | Hodina                         | Poznámka     |
| ------------------- | ------- | ---------------- | ------------------------------ | ------------ |
| svatého Bartoloměje | Hlinsko | neděle čtvrtek   | 7:45 16.30 (zima)/17:30 (léto) | farní kostel |

## Aktivity ve farnosti
Pro farnosti Lipník nad Bečvou, Hlinsko a Týn nad Bečvou vycházejí sedmkrát ročně Farní listy. Ve farnosti je zřízena pastorační rada.
Ve farnosti se pravidelně̟ koná tříkrálová sbírka. V roce 2017 se v Hlinsku vybralo více než deset tisíc korun.